# Ceratozetes nasutus
Ceratozetes nasutus är en kvalsterart som beskrevs av Subías, Kahwash och Ruiz 1990. Ceratozetes nasutus ingår i släktet Ceratozetes och familjen Ceratozetidae. Inga underarter finns listade i Catalogue of Life.